# Ronde van Italië 2015/Veertiende etappe
De veertiende etappe van de Ronde van Italië 2015 werd verreden op 23 mei 2015. De renners reden een individuele tijdrit van 59,4 kilometer van Treviso naar Valdobbiadene. De tijdrit vond plaats op geaccidenteerd terrein; onderweg waren er twee heuveltjes, waarvan er een meetelde voor het bergklassement. De rit werd gewonnen door Vasil Kiryjenka, voor Luis León Sánchez en Alberto Contador. Laatstgenoemde heroverde de roze trui op Fabio Aru, die bijna drie minuten verloor.

## Verloop
De renners startten een minuut na elkaar, met uitzondering van de top-twintig van de stand, die drie minuten na hun voorganger van start gingen. De eerste richttijd werd neergezet door Michael Hepburn, die twee na laatste stond in het klassement, hoewel de Australiër in het laatste stuk uiteindelijk in het slot nog wat plekken verliezen zou. Nikolaj Michajlov uit Bulgarije wist de tijd van Hepburn als eerste te verbeteren; hij reed ongeveer een halve minuut sneller. Luke Durbridge, die net als Hepburn in het verleden Australisch kampioen tijdrijden was geweest, dook vervolgens ruim een minuut onder Mihaylovs tijd. Een halfuur later was het Patrick Gretsch die als eerste sneller reed dan 45 kilometer per uur. De Duitser was op zijn beurt weer een minuut sneller dan Durbridge en mocht op de hotseat plaatsnemen. Lang bleef hij daar echter niet, want Vasil Kiryjenka - die vier plekken hoger stond - was nog 23 tellen eerder binnen dan Gretsch. Mede door het draaien van de wind was er lange tijd geen renner die de tijd van Kiryienka kon bedreigen. Nummer dertig in de stand, Luis León Sánchez, kwam twaalf secondes tekort en was dus wel sneller dan Gretsch. Bij de favorieten leek het er ook niet naar uit te zien dat er iemand nog mee kon doen om de ritzege, maar Alberto Contador wist toch nog de derde plek te bemachtigen. Halverwege de rit stond hij nog meer dan een minuut achter, maar in het laatste stuk wist hij zijn achterstand te verkleinen tot veertien seconden.
Contador nam door zijn derde plek het roze weer over van Fabio Aru. De Italiaan werd negenentwintigste en stond na de rit meer dan twee minuten achter op Contador. Na El Pistolero waren de Nederlander Steven Kruijswijk (vijfde) en de Belg Jurgen Van den Broeck (zevende) de beste klassementsrenners. Van den Broeck (voor de rit nog elfde in de stand) sprong door deze prestatie naar de vijfde plek. Ook Andrey Amador deed goede zaken: hij steeg van de achtste naar de derde plaats. De nummer drie van het klassement, Mikel Landa, verloor vier minuten op Contador en zakte naar plek zeven.

### Tussenpunten
| Tussenpunt Ponte della Priula na 17,6 km |                   |        |
| Plaats                                   | Naam              | Tijd   |
| 1                                        | Vasil Kiryjenka   | 21'14" |
| 2                                        | Patrick Gretsch   | +17"   |
| 3                                        | Aleksandr Porsev  | +20"   |
| 4                                        | Nikolaj Michajlov | +26"   |
| 5                                        | Michael Hepburn   | +32"   |

| Tussenpunt San Pietro di Feletto na 35,1 km |                    |        |
| Plaats                                      | Naam               | Tijd   |
| 1                                           | Vasil Kiryjenka    | 45'23" |
| 2                                           | Patrick Gretsch    | +13"   |
| 3                                           | Kristof Vandewalle | +51"   |
| 4                                           | Nikolaj Michajlov  | +56"   |
| 5                                           | Sylvain Chavanel   | +1'06" |

| Tussenpunt Col San Martino na 49,5 km |                    |          |
| Plaats                                | Naam               | Tijd     |
| 1                                     | Vasil Kiryjenka    | 1u02'31" |
| 2                                     | Patrick Gretsch    | +13"     |
| 3                                     | Luis León Sánchez  | +29"     |
| 4                                     | Alberto Contador   | +51"     |
| 5                                     | Kristof Vandewalle | +1'16"   |

### Bergsprint
| Beklimming San Pietro di Feletto na 35,1 km | Beklimming San Pietro di Feletto na 35,1 km | 4e cat. 4,9 km à 3,8% | 4e cat. 4,9 km à 3,8% |
| Plaats                                      | Naam                                        | Punten                |                       |
| Winnaar                                     | Vasil Kiryjenka                             | 3                     |                       |
| 2                                           | Patrick Gretsch                             | 2                     |                       |
| 3                                           | Kristof Vandewalle                          | 1                     |                       |

## Uitslag
| Treviso - Valdobbiadene (59,4 km) |                       |                     |          |
| Plaats                            | Naam                  | Ploeg               | Tijd     |
| Winnaar                           | Vasil Kiryjenka       | Team Sky            | 1u17'52" |
| 2                                 | Luis León Sánchez     | Astana              | +12"     |
| 3                                 | Alberto Contador      | Tinkoff-Saxo        | +14"     |
| 4                                 | Patrick Gretsch       | AG2R La Mondiale    | +23"     |
| 5                                 | Steven Kruijswijk     | LottoNL-Jumbo       | +1'09"   |
| 6                                 | Tanel Kangert         | Astana              | +1'17"   |
| 7                                 | Jurgen Van den Broeck | Lotto Soudal        | +1'25"   |
| 8                                 | Fabio Felline         | Trek Factory Racing | +1'26"   |
| 9                                 | Tobias Ludvigsson     | Giant-Alpecin       | +1'27"   |
| 10                                | Luke Durbridge        | Orica-GreenEdge     | +1'36"   |
| 11                                | Sylvain Chavanel      | IAM                 | +1'41"   |
| 12                                | Kristof Vandewalle    | Trek Factory Racing | +1'41"   |
| 13                                | Leopold König         | Team Sky            | +1'44"   |
| 14                                | Stef Clement          | IAM                 | +1'45"   |
| 15                                | Andrey Amador         | Movistar            | +1'48"   |

## Klassementen
| Algemeen klassement |                       |                  |           |
| Plaats              | Naam                  | Ploeg            | Tijd      |
| Roze trui           | Alberto Contador      | Tinkoff-Saxo     | 55u39'00" |
| 2                   | Fabio Aru             | Astana           | +2'28"    |
| 3                   | Andrey Amador         | Movistar         | +3'36"    |
| 4                   | Rigoberto Urán        | Etixx-Quick Step | +4'14"    |
| 5                   | Jurgen Van den Broeck | Lotto Soudal     | +4'17"    |
| 6                   | Dario Cataldo         | Astana           | +4'50"    |
| 7                   | Mikel Landa           | Astana           | +4'55"    |
| 8                   | Damiano Caruso        | BMC              | +4'56"    |
| 9                   | Roman Kreuziger       | Tinkoff-Saxo     | +4'57"    |
| 10                  | Leopold König         | Team Sky         | +5'35"    |

| Puntenklassement |                  |                     |        |
| Plaats           | Naam             | Ploeg               | Punten |
| Rode trui        | Elia Viviani     | Team Sky            | 119    |
| 2                | Giacomo Nizzolo  | Trek Factory Racing | 119    |
| 3                | Nicola Boem      | Bardiani CSF        | 109    |
| 4                | Sacha Modolo     | Lampre-Merida       | 91     |
| 5                | Philippe Gilbert | BMC                 | 83     |

| Bergklassement |                   |                  |        |
| Plaats         | Naam              | Ploeg            | Punten |
| Blauwe trui    | Beñat Intxausti   | Movistar         | 61     |
| 2              | Simon Geschke     | Giant-Alpecin    | 53     |
| 3              | Carlos Betancur   | AG2R La Mondiale | 46     |
| 4              | Steven Kruijswijk | LottoNL-Jumbo    | 43     |
| 5              | Paolo Tiralongo   | Astana           | 23     |

| Jongerenklassement |                |                     |           |
| Plaats             | Naam           | Ploeg               | Tijd      |
| Witte trui         | Fabio Aru      | Astana              | 55u41'28" |
| 2                  | Davide Formolo | Cannondale-Garmin   | +6'37"    |
| 3                  | Esteban Chaves | Orica-GreenEdge     | +49'46"   |
| 4                  | Jan Polanc     | Lampre-Merida       | +52'53"   |
| 5                  | Fabio Felline  | Trek Factory Racing | +1u00'05" |

| Ploegenklassement (tijd) |              |            |
| Plaats                   | Ploeg        | Tijd       |
| 1                        | Astana       | 166u21'46" |
| 2                        | Team Sky     | +7'59"     |
| 3                        | Movistar     | +10'37"    |
| 4                        | BMC          | +12'04"    |
| 5                        | Tinkoff-Saxo | +32'02"    |

| Ploegenklassement (punten) |                 |      |
| Plaats                     | Ploeg           | Tijd |
| 1                          | Astana          | 334  |
| 2                          | Lampre-Merida   | 242  |
| 3                          | BMC             | 205  |
| 4                          | Team Sky        | 203  |
| 5                          | Orica-GreenEdge | 203  |

### Overige klassementen
| Tussensprintklassement |                 |                         |        |
| Plaats                 | Naam            | Ploeg                   | Punten |
| 1                      | Marco Frapporti | Androni Giocattoli-Sid. | 36     |
| 2                      | Marco Bandiera  | Androni Giocattoli-Sid. | 30     |
| 3                      | Nicola Boem     | Bardiani CSF            | 29     |

| Combativiteitsklassement |                   |               |        |
| Plaats                   | Naam              | Ploeg         | Punten |
| 1                        | Nicola Boem       | Bardiani CSF  | 27     |
| 2                        | Steven Kruijswijk | LottoNL-Jumbo | 22     |
| 3                        | Philippe Gilbert  | BMC           | 21     |

| Strijdlustklassement |                |                         |        |
| Plaats               | Naam           | Ploeg                   | Punten |
| 1                    | Nicola Boem    | Bardiani CSF            | 420    |
| 2                    | Marco Bandiera | Androni Giocattoli-Sid. | 373    |
| 3                    | Alan Marangoni | Cannondale-Garmin       | 345    |

| Azzurri d'Italia |                  |               |        |
| Plaats           | Naam             | Ploeg         | Punten |
| 1                | Philippe Gilbert | BMC           | 5      |
| 2                | Diego Ulissi     | Lampre-Merida | 5      |
| 3                | Elia Viviani     | Team Sky      | 5      |

| Premio Energy |                  |                     |        |
| Plaats        | Naam             | Ploeg               | Punten |
| 1             | Philippe Gilbert | BMC                 | 7      |
| 2             | Fabio Felline    | Trek Factory Racing | 5      |
| 3             | Juan José Lobato | Movistar            | 5      |

## Opgaves
- Tom Boonen (Etixx-Quick Step)
- André Greipel (Lotto Soudal)
- Greg Henderson (Lotto Soudal)
- Michael Matthews (Orica-GreenEdge)

1e etappe ·
2e etappe ·
3e etappe ·
4e etappe ·
5e etappe ·
6e etappe ·
7e etappe ·
8e etappe ·
9e etappe ·
10e etappe ·
11e etappe ·
12e etappe ·
13e etappe ·
14e etappe ·
15e etappe ·
16e etappe ·
17e etappe ·
18e etappe ·
19e etappe ·
20e etappe ·
21e etappe
Startlijst · Eindstanden · Afbeeldingen